# Ісламізація Ірану
Ісламізація Ірану відбулася в результаті мусульманського завоювання Персії в 633—654 роках нашої ери. Це був тривалий процес, під час якого іслам, спочатку відкинутий місцевим населенням, поступово був прийнятий його більшістю. Іранці зберегли певні доісламські традиції, включаючи свою мову та культуру, і адаптували їх до ісламських правил. Ці дві групи звичаїв та традицій злилися в іранську «ісламську ідентичність».
Ісламізація Ірану призвела до глибоких трансформацій у культурній, науковій та політичній структурі іранського суспільства: розквіт перської літератури, філософії, медицини та мистецтва став основним елементом новоствореної мусульманської цивілізації. Інтеграція спадщини тисяч років перської цивілізації та розташування Персії на «перехресті» головних культурних шляхів сприяли тому, що саме Персія дала початок розвитку «Золотої доби ісламу».

## Іранська культура після прийняття ісламу

### Політика Персії після ісламського завоювання
Після ісламського завоювання імперії Сасанідів, протягом 90-річного правління династії Оммеядів, арабські завойовники намагалися нав'язати арабську як основну мову підкореним народам у всій імперії. Аль-Хаджжадж ібн Юсуф був незадоволений переважанням перської мови в дивані й наказав замінити офіційні мови завойованих земель арабською, що іноді доводилося робити примусово.
Розповіді про насильницьке придушення перської культури під час Оммеядів з'являються через два-три століття після їх падіння в працях Абу аль-Фараджа аль-Ісфахані та Абу Райхана аль-Біруні.
Низка істориків стверджує про умисне перешкоджання Омеядами наверненню населення в іслам під час свого правління заради фінансової вигоди арабської мусульманської громади за рахунок податків від зіммі. Іслам під час халіфату Омеядів спочатку асоціювався з етнічною приналежністю до арабського народу та вимагав формального зв'язку з тим чи іншим арабським племенем і прийняття статусу мавалі. Коли халиф прийняв закони, які спрощували навернення до ісламу, це викликало скарги керівників провінцій, оскільки позбавляло ці провінції доходів. Серед відомих зороастрійців, які навернулися до ісламу, були Абдуллах ібн аль-Мукаффа, Фадль ас-Сарахсі і Наубахт Ахваз аль-Фарісі.

### Політика ісламізації
Протягом наступного періоду, за правління Аббасидів, мавалі отримали громадянські права, а політична концепція змінилася від розвитку переважно арабської імперії на створення багатонаціональної імперії мусульман, і близько 930 року було схвалено вимогу, згідно з якою всі імперські чиновники мали бути мусульманами. Обидва ці періоди також характеризувалися значними міграціями на нові території арабських племен з Аравійського півострова.
До завоювання перси були переважно зороастрійцями. Аль-Масуді, багдадський арабський історик, який приблизно в 956 році написав вичерпний трактат з історії та географії, зазначає, що після завоювання зороастризм продовжував існувати в багатьох частинах Ірану, і не лише в країнах, які порівняно пізно потрапили під владу мусульман (наприклад, Табаристан), але й у тих регіонах, які давно стали провінціями мусульманської імперії. Майже в усіх іранських провінціях, за словами Аль-Масуді, існували числення храми вогню — зокрема в Іраку, Фарсі, Кермані, Сістані, Хорасані, Табаристані, Аль-Джибалі, Азербайджані та Аррані. Це твердження аль-Масуді повністю підтверджують інші середньовічні географи, які згадують про храми вогню в більшості іранських міст.
Іслам був охоче прийнятий тими зороастрійцями, що займалися промислом і ремісництвом, оскільки згідно зороастрійської догми ці види праці передбачали осквернення вогню, тому ті, хто ними займався, вважалися «нечистими». Крім того, мусульманські місіонери не зустріли ускладнень в поясненні ісламських догматів зороастрійцям, оскільки між цими релігіями було багато подібностей. За словами Томаса Уокера Арнольда, перси просто почали сприймати Ормузда та Ахримана під іменами Аллах та Ібліс, відповідно.
Іноді мусульманинські лідери, намагаючись залучити новонавернених, заохочували участь у мусульманській молитві грошовими винагородами і дозволяли читати Коран перською замість арабської, щоб він був зрозумілим для всіх. Пізніше Саманіди, що походили від зороастрійської теократичної знаті, поширили сунітський іслам та ісламо-перську культуру глибоко до середини Центральної Азії. Перший повний переклад Корану перською мовою було зроблено у IX столітті, як раз під час правління Саманідів.
Відзнчається відносно незначний рівень навернення до ісламу неарабських підданих під час арабськоцентричного періоду Омеядів — він становив близько 10 %, на відміну від більш політично мультикультурного періоду Аббасидів, коли кількість мусульманського населення зросла від близько 40 % у середині IX століття до близько 80 % наприкінці XI століття.
Поява іранських мусульманських династій, за словами іранського релігієзнавця Сейіда Насра, мала великий вплив на зміну релігії. Ці династії адаптували до ісламу деякі перські мовні культурні цінності.

### Політика Шуубії та персизації
Хоча перси прийняли релігію своїх завойовників, протягом століть вони працювали над захистом і відродженням своєї самобутньої мови та культури (процес, відомий як персизація). У цій ініціативі також брали участь араби і турки.
У IX—X століттях неарабські піддані Умми створили рух під назвою Шуубія у відповідь на привілейований статус арабів та зростаючу  арабизацію ісламу в попередні століття. Більшість учасників цього руху були персами, але є згадки про участь у ньому також єгиптян і берберів. Взявши за основу ісламські твердження про рівність рас і націй, цей рух клопотався переважно збереженням перської культури та захистом перської ідентичності, хоча й у мусульманському контексті. Найпомітнішим наслідком руху було збереження перської мови до наших днів.
Аббасиди також провели потужну проіранську кампанію проти Оммеядів, щоб одержати підтримку перського населення. Ставши халіфами, Аббасиди дозволили проводити свята, які за правління Оммеядів були заборонені протягом десятків років — наприклад Наврез. Також Аббасиди, зокрема халіф Абдуллах аль-Мамун, активно пропагували перську мову.
Після правління Омеядів і Аббасидів Іран і його суспільство пережили правління династій, які узаконили перські мови та звичаї, водночас заохочуючи іслам. Більше того, існувала тісна взаємодія між перськими та арабськими лідерами, особливо за часів правління династії Саманідів, які активно пропагували відроджену перську мову, при цьому продовжуючи значною мірою опікуватися арабською.
Саманіди були першою повністю місцевою династією, яка правила Іраном після мусульманського завоювання та очолила відродження перської культури. В цю епоху народився перший значний перський поет після приходу ісламу, Рудакі, творчість якого схвалювали саманідські правителі. Також Саманіди відродили багато стародавніх перських свят. Їх наступники, Газневіди, мали тюркське, а не іранське походження, але теж сприяли відродженню перської мови.
Шиїтські правителі династії Буїдів зайняли подібну позицію з цього питання, намагаючись відродити багато сасанідських звичаїв і традицій. Вони навіть перейняли для своїх правителів давньоперський титул «Шахиншах».
Після підйому династії Сефевідів офіційною державною релігією став імамітський шиїзм, прийняття якого було нав'язане більшості населення Ірану.

## Іранський вплив на ісламську культуру та цивілізацію
Бернард Льюїс, британсько-американський історик, орієнталіст та ісламознавець, пише наступне:
«Іран справді був ісламізованим, але не арабізованим. Перси залишилися персами. І після певного періоду мовчання Іран знову став окремим, несхожим і особливим елементом ісламу, зрештою наділивши новими рисами навіть сам іслам. Внесок Ірану в цю нову ісламську цивілізацію має величезне значення в культурному, політичному та навіть, що найбільш значно, у релігійному плані. Вплив іранців можна побачити в кожній галузі культури, включаючи арабську поезію, яку дуже значно збагатили поети іранського походження, що складали свої вірші арабською мовою. У певному сенсі іранський іслам став другою появою самого ісламу — новим ісламом, який іноді називають „Ісламі Аджам“. Саме цей перський іслам, а не оригінальний арабський, був принесений до нових територій і нових народів: до турків, спочатку в Середній Азії, а потім на Близькому Сході в країні, яка стала називатися Туреччиною, і, звичайно, до Індії. Турки-османи принесли іранську форму цивілізації під стіни Відня»..
Перси мали великий вплив на своїх завойовників. Халіфи перейняли багато сасанідських адміністративних практик, таких як карбування монет, посаду візира, диван, бюрократичну структуру для збору податків і надання державних стипендій. Самі перси також значною мірою були керівниками. Добре встановлено, що аббасидські халіфи моделювали своє управліня за зразком сасанідського. Халіфи прийняли сасанідський придворний одяг і церемонії. Ісламська архітектура багато чого запозичила з перської, особливо сасанідської.
Іранці з самого початку були зацікавлені у дослідженні арабської мови — її етимології, граматики, синтаксису, морфології, фігур мовлення та правил красномовства — і щиро докладали зусиль у цьому напрямку. Арабська розглядалася не як чужа мова, а як мова ісламу, і тому була широко визнана як академічна та релігійна мова та прийнята в багатьох частинах Ірану. Саме заради Священного Корану та ісламу велика кількість книг з філософії, містики, історії, медицини, математики та права були написані персами арабською мовою або перекладені нею.
Також перси зробили великий внесок у розвиток арабської мови та літератури; особливо варто відзначити вплив Гондішапурської Академії. Нова перська мова, що використовувала арабський алфавіт з деякими змінами, сформувалася наприкінці IX століття у східному Ірані та досягла свого розквіту в Бухарі, столиці перської династії Саманідів. Перська мова, завдяки сильній підтримці з боку пізніших правителів Аббасидів, стала однією з універсальних ісламських мов, поряд з арабською.

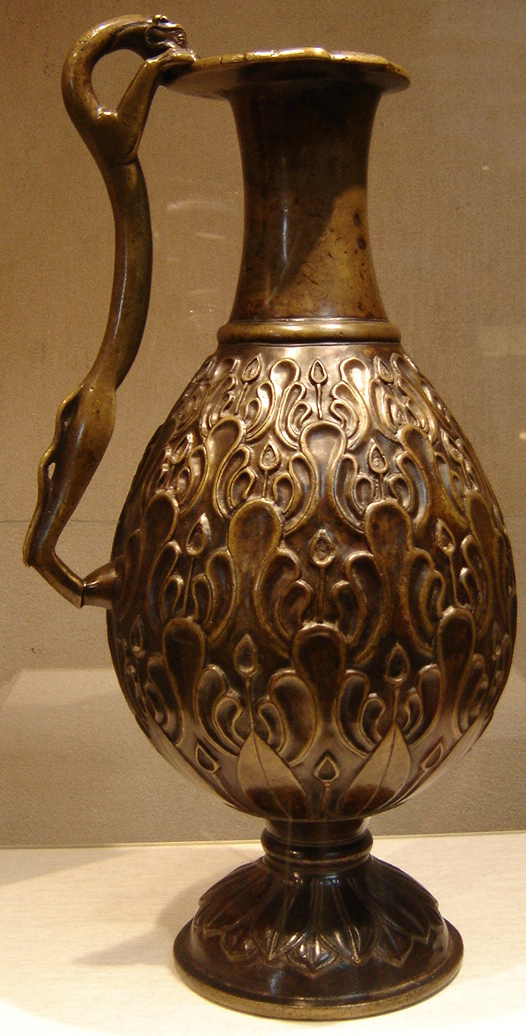
Іранське мистецтво ранньої ісламської ери: глечик з Персії VI століття. Лита бронза, карбована та інкрустована. Нью-Йоркський Музей мистецтва Метрополітен.

Були персами або жили в Ірані найбільш значні вчені майже всіх ісламських філософських течій і напрямків наукової думки:
- найбільш відомі та надійні збирачі шиїтських та сунітських хадисів — Шейх Садук[en], Шейх Кулайні[en], Імам Бухарі, Імам Муслім і Хакім ан-Найсабурі[en];
- визначні шиїтські та сунітські теологи — Шейх Тусі[en], Імам Газалі, Імам Фахруддін ар-Разі[en] та аз-Замахшарі;
- знамениті лікарі[en], астрономи, логіки[en], математики, філософи та вчені — наприклад, Аль-Фарабі, Ібн Сіна та Насир ад-Дін ат-Тусі;
- великі шейхи суфізму[en], такі як Джалаледдін Румі та Абдул Кадір Ґілані.

У 1377 році арабський соціолог Ібн Хальдун у своєму творі «Мукаддима» зазначив наступне:
«Варте уваги те, що, за невеликим винятком, більшість мусульманських учених […] в інтелектуальних науках були не арабського походження. Так, засновниками граматики були Сібавейхі, а після нього — аль-Фарсі та аз-Заджадж. Усі вони були перського походження, і саме вони винайшли правила [арабської] граматики. Великі юристи були персами. Лише перси займалися збереженням знань і писали систематичні наукові праці. Таким чином, стає очевидною правдивість твердження Пророка: „Якби навчання було підвішено у найвищій частині неба, перси все одно досягли б його“ […] Інтелектуальні науки також були прерогативою персів, оскільки араби цю сферу не розвивали […] Так було з усіма ремеслами […] Подібна ситуація зберігалася в містах доти, доки перси та перські країни — Ірак, Хорасан і Мавераннахр — зберігали свою звичну культуру».
Цитуються навіть слова одного аббасидських халіфів:
«Перси панували тисячу років і ми, араби, не були потрібні їм ні на день. Ми пануємо над ними одне-два століття і не можемо без них жодної години».

## Соціальні відносини
Патрік Клоусон, американський економіст і дослідник Близького Сходу, стверджує: «Іранці страждали під правлінням Омеядів. Омеяди піднялися з традиційної арабської аристократії. Вони, як правило, утворювали родини з іншими арабами, створюючи етнічне розшарування, яке дискримінувало іранців. Навіть коли араби прийняли традиційну іранську бюрократію, арабський племінний уклад ставив іранців у невигідне становище».
Арабські завойовники, на думку багатьох істориків, утворили правлячу аристократію з особливими правами і привілеями, якими вони категорично не хотіли ділитися з мавалі. Деякі правителі, такі як Аль-Хаджадж ібн Юсуф, навіть дійшли до того, що розглядали мавалі як «варварів», впроваджуючи настльки жорстку політику, таку як таврування, щоб тримати підданих під контролем. Цей випадок заслуговує особливої уваги, оскільки до сьогодення дійшло багато звітів про расову політику Хаджаджа та його тиранську тактику в управлінні провінціями. Але варто зазначити: численні скептики вказують на той факт, що деякі з цих звітів були написані письменниками епохи Аббасидів, які, можливо, мали спотворене уявлення про своїх попередників.
Втім, прояви жорстокості до мавалі спостерігалися не лише за аль-Хаджаджа. Описано випадок, коли неіранець, призначений на посаду халіфа в Ісфагані, наказував відрізати голови будь-кому з мавалі, хто ухилявся від сплати податків, а Ібн аль-Асір у своїй «Досконалій історії» («Аль-каміль») повідомляє, що Саїд ібн аль-Ас майже повністю знищив населення портового міста Таміса під час свого вторгнення до Ґорґану в 651 році нашої ери.
Такі бурхливі умови зрештою стали причиною підйому руху Шуубія та перських націоналістичних тенденцій у IX столітті з приходом Саманідів.